# Andrea Kimi Antonelli
Andrea Kimi Antonelli (født 25. august 2006), ofte kaldet bare Kimi Antonelli, er en italiensk racerkører, som kører for Formel 1-holdet Mercedes.

## Formel 1-karriere

### Mercedes

#### 2025
Efter at været del af Mercedes' akademi siden 2019, så blev Antonelli valgt til at erstatte Lewis Hamilton hos Mercedes ved 2025 sæsonen, hvor han gør sin Formel 1-debut. Han  er den første italienske Formel 1-kører siden Antonio Giovinazzi i 2021.